# Leontopolis
Leontopolis is een oud-Egyptische stad die zich centraal in de Nijldelta bevindt, tegenwoordig is de stad bekend als Tell el-Muqdam.

## Naam van de stad
Door de oud-Egyptenaren werd de stad Taremoe genoemd (Land van de Vissen). De Grieken noemde het Leontopolis (Grieks: Λεόντων πόλις) of Leonto (Grieks: Λεοντώ). De Romeinen noemden het Leontos Oppidum.

## Geschiedenis van de stad
De stad bevond zich in de elfde nome van Neder-Egypte. Het was een machtscentrum gedurende de 23ste dynastie, hoewel sommigen denken dat Thebe of Hermopolis Magna de hoofdstad was. Op de veroveringsstèle van Piye wordt bevestigd dat koning Ioepoet II van Leontopolis werd verslagen.
Gedurende de regering van Ptolemaeus VI woonde er een grote groep Joden in de stad die een tempel bouwden die gebaseerd was op die van Jeruzalem

## Religie en tempels
De stad was vooral bekend omwille van haar verering van de leeuwengod Mihos en werd daarom in de Ptolemaeïsche tijd Leontopolis of de stad der leeuwen genoemd. Ook de godin Bastet die de moeder van Mihos was, werd hoogstwaarschijnlijk vereerd in deze stad.
Tegenwoordig zijn er nog altijd sporen bewaard van de tempel voor de leeuwengod Mihos. Deze tempel bestond al mogelijk in de 18e dynastie, maar in latere tijden is de tempel gebruikt als steengroeve waardoor ze niet zo goed bewaard is.
Een andere belangrijke tempel was de Joodse tempel van Leontopolis die was gebouwd door de verbannen Joodse priester Onias (of: Honi) IV. Deze tempel werd gebouwd onder Ptolemaeus VI en stond er volgens Flavius Josephus tot in de eerste eeuw en was ze gesloten kort na de Joodse opstand in 70 n.Chr.. Er is nog steeds geen archeologisch spoor van deze tempel ontdekt.

## Graven
Tijdens de 23ste dynastie zou de stad ook als begraafplaats voor deze farao's gediend hebben. Dit wordt meer en meer in twijfel getrokken omdat tot nu toe enkel het graf van de moeder van Osorkon III, Kama is gevonden.